# Intel Galileo
De Intel Galileo is een singleboardcomputer van Intel die op 17 oktober 2013 is uitgekomen. Het is Intels eerste ontwikkelsysteem gebaseerd op zijn x86-instructieset die compatibel is met het Arduino computerplatform.
De tweede generatie Galileo verscheen op 10 juli 2014. Intel stopte de ontwikkeling van de singleboardcomputer op 19 juni 2017.

## Beschrijving
De Galileo bevat de eerste serie van de Intel Quark, een speciaal ontwikkelde energiezuinige processor die draait op een klokfrequentie van 400 MHz. De Quark wordt gezien als Intels antwoord op de ARM-architectuur, die in veel compacte elektronische apparaten is verwerkt, zoals in smartphones en andere singleboardcomputers.

## Specificaties
Intel ontwikkelde in de bijna vier jaar dat de Galileo in productie was twee verschillende uitvoeringen.
| Onderdeel           | Generatie 1                                                 | Generatie 2                                                 |
| ------------------- | ----------------------------------------------------------- | ----------------------------------------------------------- |
| Processor           | Intel Quark X1000 SoC - 400 MHz (32-bit)                    | Intel Quark X1000 SoC - 400 MHz (32-bit)                    |
| SRAM                | 512 kB                                                      | 512 kB                                                      |
| RAM                 | 256 MB DDR3                                                 | 256 MB DDR3                                                 |
| EEPROM              | 11 kB                                                       | 8 kB                                                        |
| Opslag              | 8 MB                                                        | 8 MB                                                        |
| GPIO                | - Digitaal: 14 - PWM: 6 - Analoog: 6                        | - Digitaal: 14 - PWM: 6 - Analoog: 6                        |
| Interface           | USB, SPI, ICSP, microSD, ethernet, mini PCI Express (mPCIe) | USB, SPI, ICSP, microSD, ethernet, mini PCI Express (mPCIe) |
| Voeding             | 5 V                                                         | 7 V tot 15 V                                                |
| Power over Ethernet | Nee                                                         | Ja                                                          |
| Afmetingen          | 106,7 mm × 71,1 mm                                          | 106,7 mm × 71,1 mm                                          |
| Extra's             | -                                                           | - 12 bit PWM - 6-pin 3,3V UART header                       |